# Isaác Brizuela
Pour les articles homonymes, voir Brizuela.
Isaác Brizuela est un footballeur mexicain né le 28 août 1990 à San José. Il évolue au poste d'attaquant à Chivas de Guadalajara.

## Biographie
Isaác Brizuela commence sa carrière à lAtlético Mexiquense. Il est transféré en 2009 au club de Toluca. Lors de l'année 2013, il est prêté au CF Atlas.
Avec le club de Toluca, il dispute notamment les demi-finales de la Ligue des champions de la CONCACAF en 2010.
International mexicain, il participe à la Gold Cup 2013 avec l'équipe du Mexique.

## Carrière
- 2007-2009 : Atlético Mexiquense ( Mexique)
- 2009-201. : Toluca ( Mexique)
  - 2013 : CF Atlas ( Mexique)[3]

## Palmarès
- Vainqueur du tournoi de clôture du championnat du Mexique en 2010 avec le club de Toluca